# Teófilo Cubillas
Teófilo Juan Cubillas Arizaga (sinh 8 tháng 3 năm 1949 gần Puente Piedra, Lima) là cựu cầu thủ bóng đá người Peru. Ông được coi là cầu thủ vĩ đại nhất Peru mọi thời đại.

## Tiểu sử
Với biệt danh Nene (cậu bé) vì vẻ ngoài trẻ con, Cubillas bắt đầu sự nghiệp tại câu lạc bộ Peru Alianza Lima khi 16 tuổi. Vào năm 20 tuổi, ông đã góp công đưa Peru vào đến tứ kết World Cup 1970 tại México. Năm 1972 ông được bầu chọn là Cầu thủ xuất sắc nhất Nam Mỹ. Năm tiếp theo ông rời quê nhà tới chơi cho câu lạc bộ FC Basel của Thuỵ Sĩ, ký một hợp đồng 97.000đô la Mỹ. Không thích hợp ở Thuỵ Sĩ, Cubillas chuyển tới câu lạc bộ FC Porto của Bồ Đào Nha với hợp đồng 200.000 đô la.
Peru không qua được vòng loại World Cup 1974, nhưng một năm sau Cubillas giúp đội tuyển Peru giành danh hiệu vô địch Nam Mỹ lần thứ hai, trong đó có 2 bàn ở trận bán kết thắng Brasil 3-1. Tại vòng chung kết World Cup 1978, Peru vượt qua được vòng bảng thứ nhất nhờ những bàn thắng của Cubillas. Ông là cầu thủ Peru ghi nhiều bàn thắng nhất tại World Cup với 10 bàn. Ông ghi tổng cộng 26 bàn trong 81 lần khoác áo đội tuyển, là cầu thủ ghi nhiều bàn nhất cho Peru.
Năm 1977, Cubillas trở lại câu lạc bộ cũ Alianza, và năm 1979 ký hợp đồng với Fort Lauderdale Strikers, câu lạc bộ ở Mỹ. Trong 5 mùa bóng ở Mỹ, ông ghi được 65 bàn, trong đó có kỉ lục ghi 3 bàn trong 7 phút gặp Los Angeles Aztecs năm 1981. Ông cũng có mặt trong đội hình Peru dự World Cup 1982, tuy nhiên họ bị loại ngay từ vòng bảng, dù đã hoà cả Ý (vô địch giải này). Sau giải này ông giã từ sự nghiệp đội tuyển.
Năm 1985, ông chơi cho Fort Lauderdale Sun tại giải hạng Hai của Mỹ.
Trước khi giải nghệ, Cubillas trở về quê nhà chơi cho câu lạc bộ đầu tiên trong sự nghiệp, Alianza Lima, sau khi toàn bộ đội bóng thiệt mạng trong tai nạn máy bay Alianza Lima trên biển gần Ventanilla, Callao, Peru, vào ngày 8 tháng 12 năm 1987, thảm kịch bi đát nhất trong lịch sử bóng đá Peru. Ông chơi cho đội bóng vài trận như là một dấu hiệu của sự kính trọng với mất mát và hi vọng của cổ động viên với câu lạc bộ.
Cubillas hiện sống tại Coral Springs, Florida, nơi ông mở một trường dạy bóng đá trẻ. Ông là cầu thủ Peru duy nhất có tên trong danh sách 125 cầu thủ còn sống vĩ đại nhất do Pelé đưa ra tháng 3 năm 2004 .

## Danh hiệu và thành tích

### Đội tuyển
- Vô địch Copa América, 1975

### Cá nhân
- Cầu thủ xuất sắc nhất Nam Mỹ, 1972
- Vua phá lưới giải vô địch Peru, 1966, 1971
- Tiền đạo xuất sắc nhất giải vô địch Mỹ, 1981
- Ông là cầu thủ đầu tiên ghi được ít nhất 5 bàn thắng trong 2 kì World Cup (1970 và 1978). (chỉ có Miroslav Klose mới lập lại được thành tích đó tại World Cup 2002 và World Cup 2006)